# Кокадир
Кокади́р (каз. Көкадыр) — село у складі Кордайського району Жамбильської області Казахстану. Входить до складу Алгинського сільського округу.
У радянські часи село називалось Ферма № 3 совхоза Ргайтинський.
Населення — 187 осіб (2021; 169 у 2009, 196 у 1999, 337 у 1989).